# Christopher Quiring
Christopher Quiring (Berlijn, 23 november 1990) is een Duitse voetballer (middenvelder) die sinds 2010 voor de Duitse tweedeklasser 1. FC Union Berlin uitkomt. 